# Gangaro
Gangaro egy kis lakatlan sziget Horvátországban, az Adriai-tengerben, a Kornati-szigetek része. 
A sziget Vrgada és Žižanj között fekszik, az utóbbitól mindössze 0,5 km-re. Területe 0,793 km², hosszúsága 1,9 km, szélessége 0,6 km, parthossza 4,65 km. Legmagasabb pontja 26 méter. Északi partján egy időszakosan lakott falucska található.

## Fordítás
Ez a szócikk részben vagy egészben  a   Gangaro című horvát Wikipédia-szócikk ezen változatának fordításán alapul.  Az eredeti cikk szerkesztőit annak laptörténete sorolja fel. Ez a jelzés csupán a megfogalmazás eredetét és a szerzői jogokat jelzi, nem szolgál a cikkben szereplő információk forrásmegjelöléseként.